# Есламлу (Урмія)
Есламлу (перс. اسلاملو) — село в Ірані, входить до складу дехестану Бакешлучай у Центральному бахші шахрестану Урмія провінції Західний Азербайджан.